# Hendrik Jacob van Nagell
Hendrik Jacob van Nagell, heer van de beide Ampsen, Marhulsen en Overlaer (Ampsen, 26 januari 1696 – aldaar, 10 maart 1742) was onder andere lid van de ridderschap van Zutphen.

## Leven en werk
Van Nagell was lid van de familie Van Nagell en een zoon van Johan Herman van Nagell, heer van de beide Ampsen en Overlaer (1648-1698) en Anna Henriëtta van Coeverden (?-1737).
Van Nagell trouwde te Ootmarsum op 28 december 1729 met Anna Dorothea Christina Albertina des H. R. Rijksbarones van Heiden (1693-na 3 oktober 1765), dochter van Johan Sigismund der H. R. Rijksbaron van Heiden (1656-1730), heer van Ootmarsum, en gouverneur van Wesel, en Louise Maria des H.R.Rijksbarones van Diepenbroeck, vrouwe van Impel (1671-1730).
Uit dit huwelijk werd geboren:
- Johan Herman Sigismund van Nagell, heer van beide Ampsen en Wisch (1730-1784), luitenant-stadhouder in het Kwartier van Zutphen
- Reiniera Adolphine Charlotte van Nagell, vrouwe van Marhulsen (1736-1817); trouwde met Alexander Hendrik van der Capellen, heer van de Dam en van de Boedelhof (1732-1807), diplomaat en onder meer burgemeester van Doesburg
- Anna Louise Maria Elisabeth van Nagell (1740-1820); trouwde met haar volle neef Karel Willem graaf von Quadt-Wickrath-Hüchtenbruck, heer van Gartrop (1732-1805), zoon van Willem Albrecht Johan Karel Frederik vrijheer von Quadt-Wickrath-Hüchtenbruck, heer van Gartrop en Hermine Charlotte des H.R.Rijksbarones van Heiden (1699-1744).
  - Constance Hermine Albertine gravin von Quadt-Wickrath-Hüchtenbruck, vrouwe van Gartrop (1772-1842); trouwde met haar volle neef Paul David Sigismund Maurits van Nagell (1757-1844), stamvader van de tak Von Nagell-Gartrop, zoon van Johan Herman Sigismund van Nagell.

Van Nagell was vanaf 1723 Schout van het scholtambt van Lochem en in 1733 Landrentmeester van de Graafschap Zutphen. Ook was hij lid van de ridderschap van Zutphen 1723-1741.